# Stadion TJ Přeštice
Stadion TJ Přeštice – stadion piłkarski w Přešticach, w Czechach. Obiekt może pomieścić 1500 widzów. Swoje spotkania rozgrywają na nim piłkarze klubu TJ Přeštice. W 2017 roku stadion był jedną z aren piłkarskich Mistrzostw Europy kobiet U-17. Rozegrano na nim cztery spotkania fazy grupowej turnieju.